# Novi Zagreb-zapad
Novi Zagreb-zapad (Nya Zagreb-väst) är en stadsdel i Zagreb i Kroatien. Novi Zagreb-zapad är sedan år 1999 en av tre administrativa enheter som utgör det historiska området Novi Zagreb. Stadsdelen har 58 103 invånare (2011) och med en yta på 62,63 km2 hör den till en av de större stadsdelarna i Zagreb. Utöver den urbaniserade delen som är sammanväxt med Zagreb omfattar stadsdelen även flera fristående bosättningar. 

## Geografi
Novi Zagreb-zapad ligger söder om floden Sava i sydvästra Zagreb och upptar något mindre än hälften av det historiska området Novi Zagreb. Stadsdelen gränsar till Stenjevec, Trešnjevka-jug och Trnje i norr, Novi Zagreb-istok i öster och Brezovica i sydväst. I väster gränsar stadsdelen till Zagrebs län. Terrängen där stadsdelen ligger är låglänt. Landskapet utanför de bebyggda områdena upptas av betesmarker, ängar och fält.

## Lista över lokalnämnder
I Novi Zagreb-zapad finns 16 lokalnämnder (mjesni odbori) som var och en styr över ett mindre område:
- Blato
- Botinec
- Čehi
- Hrašće
- Hrvatski Leskovac
- Ježdovec
- Kajzerica
- Lanište
- Lučko
- Mala Mlaka
- Odra
- Remetinec
- Savski gaj
- Siget
- Sveta Klara
- Trnsko

## Arkitektur
- Adriatiska bron
- Zagreb Arena
- Zagrebmässan

## Transport och kommunikationer
Novi Zagreb-zapad har goda spårvägs- och bussförbindelser med Zagrebs innerstad.

### Spårvägslinjer
- 7 Savski most – Zagrebmässan – Zagrebs busstation  – Dubrava
- 14 Mihaljevac – Ban Jelačićs torg – Zagrebmässan – Zapruđe

### Busslinjer
- 109 Črnomerec – Adriatiska bron – Dugave
- 110 Savski most – Botinec
- 112 Savski most – Blato – Lučko
- 132 Savski most – Blato – Hrvatski Leskovac
- 133 Savski most – Sveta Klara – Čehi
- 168 Savski most – Blato – Lučko – Ježdovec (- Prečko)
- 222 Remetinec – Zapruđe – Žitnjak
- 229 Zagrebs centralstation – Odra – Mala Mlaka
- 234 Zagrebs centralstation – Kajzerica – Lanište

### Fotnoter
1. 1 2  Zagreb.hr – Zagrebs officiella webbplats (kroatiska)
2. 1 2  Kroatiska statistiska centralbyrån, folkräkningen 2011 Arkiverad 28 mars 2015 hämtat från the Wayback Machine. Läst 11 september 2015. (kroatiska)
3. ↑  Zagreb.hr – Zagrebs officiella webbplats (kroatiska)